# 郢州 (西魏)
郢州，西魏时设置的州。治所在今钟祥市。元朝时升为安陆府。

## 歷史沿革
唐朝贞观元年（627年），废郢州，以长寿县隶鄀州。贞观十七年（643年），废温州，复置郢州，治所在京山县，后还治长寿县。天宝元年（742年）以郢州改置富水郡，乾元元年（758年）复为郢州。户万二千四十六，口五万七千三百七十五。县三：长寿县、京山县、富水县。元朝至元十五年（1278年），升郢州为安陆府。
| 隋代行政区划变遷 | 隋代行政区划变遷 | 隋代行政区划变遷     | 隋代行政区划变遷 | 隋代行政区划变遷 | 隋代行政区划变遷 | 隋代行政区划变遷 | 隋代行政区划变遷 | 隋代行政区划变遷 | 隋代行政区划变遷                                        |
| 区划             | 開皇元年         | 開皇元年             | 開皇元年         | 開皇元年         | 開皇元年         | 開皇元年         | 開皇元年         | 区划             | 大業3年                                                 |
| ---------------- | ---------------- | -------------------- | ---------------- | ---------------- | ---------------- | ---------------- | ---------------- | ---------------- | ------------------------------------------------------- |
| 州               | 郢州             | 郢州                 | 郢州             | 唐州             | 鄀州             | 基州             | 基州             | 郡               | 竟陵郡                                                  |
| 郡               | 石城郡           | 漢東郡               | 滶川郡           | 遂安郡           | 武寧郡           | 章山郡           | 上黄郡           | 县               | 長寿县 藍水县 滶川县 漢東县 清騰县 乐乡县 丰乡县 章山县 |
| 县               | 長寿县           | 藍水县 滶水县 上蔡县 | 滶川县 滶陂县    | 梁安县           | 乐乡县 武山县    | 丰乡县           | 禄麻县           | 县               | 長寿县 藍水县 滶川县 漢東县 清騰县 乐乡县 丰乡县 章山县 |

| 唐朝郢州辖县 | 唐朝郢州辖县                                     |
| ------------ | ------------------------------------------------ |
| 619年        | 长寿县、蓝水县、章山县（乐乡县改属鄀州）         |
| 621年        | 长寿县、蓝水县（章山县改属基州）                 |
| 624年        | 长寿县、蓝水县（章山县来属）                     |
| 627年        | 废除郢州、蓝水县，长寿县改属鄀州，章山县改属荆州 |
| 643年        | 重设郢州，下辖京山县（治所）、长寿县、富水县     |
| 704年        | 长寿县（改治）、京山县、富水县                   |

唐朝郢州刺史
- 韩贤（武德年间）
- 段偃师（贞观年间）
- 杜正伦（贞观年间）
- 柳震（贞观年间）
- 田仁会（永徽年间）
- 长孙昭（唐高宗前期）
- 卢承基（658年—659年）
- 李怀俨（乾封年间）
- 李璠（咸亨初年）
- 李璥（673年）
- 韩祐（武后时）
- 唐瑊（武后时）
- 袁恕己（706年）
- 王熊（景云年间）
- 蒋安遇（唐睿宗时）
- 李某（开元初年）
- 张去奢（728年—729年）
- 李浦（开元年间）
- 李鷾（唐肃宗初年）
- 宋悦（唐肃宗、唐代宗时）
- 卢沇（773年—774年）
- 郑汲（778年）
- 李逈（大历年间）
- 崔婴（大历、建中年间）
- 雍某（建中初年）
- 郎士元（784年）
- 李曾（787年）
- 郑某（794年）
- 郑正则（800年）
- 许仲舆（802年—803年）
- 张自勤（814年）
- 房凝（元和年间）
- 令狐楚（821年）
- 王镒（821年）
- 王茂元（长庆年间）
- 冯定（825年—826年）
- 李祥（831年）
- 崔耿（837年）
- 令狐从（开成、会昌年间）
- 乐坤（会昌年间）
- 魏謩（会昌末年—847年）
- 陈修古（大中初年）
- 许浑（854年）
- 郑諴（863年）
- 崔元膺（869年—871年）
- 李毂（875年前）
- 崔元膺（874年—875年）
- 陆彻
- 李夷吾
- 韩闰
- 卢嶷
- 李篆